# Nippon Television
Корпорация телевизионной сети Ниппон (яп. 日本テレビ放送網株式会社 Ниппон тэрэби хо:со:мо: кабусики-гайся) — японская телевизионная сеть, расположенная на площади Сёдомэ в Токио. Она также известна, как Nihon TV или NTV. В концепцию вещания «Nippon Television» входят: информационная программа, кино, спорт, развлекательные передачи, аниме-сериалы и другое.

## Программы

### Развлекательные
- AKBINGO! — еженедельная программа идол-группы AKB48

### Аниме
По алфавиту. Этот список не является полным.
- Anpanman
- Aoi Bungaku
- Boku no Hero Academia
- Detective Conan
- Death Parade
- Doraemon
- Gokusen
- Hajime no Ippo
- Hunter x Hunter (ремейк)
- Honeybee Hutch (ремейк)
- Kekkaishi
- Kimagure Orange Road
- Kimi ni Todoke
- Konnichiwa Anne: Before Green Gables
- Mahou no Yousei Persia
- Master Keaton
- Monster
- Ouran High School Host Club
- The Rose of Versailles
- World Masterpiece Theater
- Телохранитель ветра
- Берсерк
- Космический рыцарь и звёздные шерифы
- Тетрадь смерти
- Ниндзя-воин Тобикагэ
- Pure-tou no Nakama-tachi

### Сериалы
- Ashita no Joe
- Hataraki Man
- Hell Girl
- Nobuta wo Produce
- Эпический Микки
- Рей Миядзаки
- Эпический Микки: лучший подарок на свете